# Saison 2019 des Athletics d'Oakland
La saison 2019 des Athletics d'Oakland est la 119e saison en Ligue majeure de baseball pour cette franchise et la 52e depuis leur  transfert de la ville de Kansas City vers Oakland.

## Matchs

### Saison régulière
| Saison régulière Total: 1-2 (Domicile: 1-2; Extérieur: 0-0) |

| Match | Date match | Adversaire | Score | Points marqués                       | Points produits                     | Circuits                           | Décision           | Sauvetage | Bilan |
| ----- | ---------- | ---------- | ----- | ------------------------------------ | ----------------------------------- | ---------------------------------- | ------------------ | --------- | ----- |
| 1     | 20 mars    | Seattle    | D 7-9 | Matt Chapman (2)                     | Matt Chapman (3)                    | Davis (1) Chapman (1) Piscotty (1) | Mike Fiers (0-1)   |           | 0 - 1 |
| 2     | 21 mars    | Seattle    | D 4-5 | Semien, Chapman, Olson, Profar (1)   | Khris Davis (2)                     |                                    | Ryan Buchter (0-1) |           | 0 - 2 |
| 3     | 28 mars    | LA Angels  | V 4-0 | Semien, Davis, Grossmann, Profar (1) | Semien, Davis, Piscotty, Pinder (1) | Davis (2) Semien (1)               | Mike Fiers (1-1)   |           | 1 - 2 |
| 4     | 29 mars    | LA Angels  | D 2-6 | Chapman, Davis (1)                   | Khris Davis (2)                     | Khris Davis (3)                    | Joakim Soria (0-1) |           | 1 - 3 |